# Sandália de Prata
Sandália de Prata est un groupe musical de samba-rock brésilien formé en 2003 à São Paulo, capitale de l'État de São Paulo.
Au début des années 2000, le genre de la samba rock est remodelé sous une forme plus modernisée avec des échantillons électroniques, s'éloignant de la configuration traditionnelle de la musique des années 1970 de Jorge Ben et Trio Mocotó. Cette forme plus récente est caractérisée par les groupes Sandália de Prata et Clube do Balanço, qui ont d'abord joué dans les quartiers bourgeois de São Paulo.

## Membres
- Ully Costa - voix
- Ocimar de Paula - basse
- Everson Gama - guitare et guitare acoustique
- Wendel Soares - batterie
- Tristan Dés - clavier
- Raphaël PH - saxophone
- João Lenhari - trompette
- Jorge Neto - trombone
- Tito Amorim - percussions

## Discographie
- 2006 - Silver Sandal (indépendant)
- 2008 - Heavy Samba (indépendant)
- 2011 - Défi au Coq (indépendant)